# Podbeskidzie Bielsko-Biała
Towarzystwo Sportowe Podbeskidzie Bielsko-Biała (IPA: pɔdbɛˈskidʑɛ ˈbʲɛlskɔ ˈbʲawa; 1911–1936: Bielitz-Bialaer Sportverein) ist ein polnischer Fußballverein aus Bielsko-Biała, der gegenwärtig in der 2. Liga, der dritthöchsten Klasse des Landes spielt. Der Name Podbeskidzie stammt aus der Bezeichnung Beskidenvorland.

## Geschichte

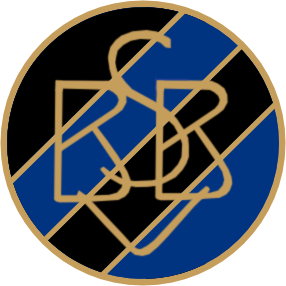
Logo des BBSV

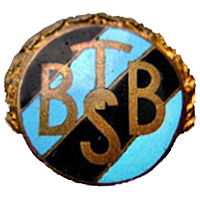
Logo des BBTS

Der Verein wurde 1907 als Bielitzer Fussball Klub (BFK) gegründet und wählte Schwarz und Blau zu seinen Vereinsfarben. Zu dieser Zeit war Bielitz die Hauptstadt der Bielitz-Bialaer Sprachinsel. Ungefähr 1911 erfolgte die Umbenennung in Bielitz-Bialaer Sportverein (BBSV), obwohl die galizische Stadt Biala noch unabhängig war. Mit der Teilung Teschener Schlesiens im Juli 1920 fiel Bielitz an Polen. 1921 war der Verein in einem nicht offiziellen Spiel der zweite Gegner der polnischen Nationalmannschaft. Im Unterschied zu den andern Vereinen hatten die Sportvereine der Sprachinsel von Anfang an auch Polen als Mitglieder aufgenommen, mit denen ein gutes Einvernehmen bestand. Die Satzungen legten nichts über den nationalen Charakter der Vereine fest. Dieser Umstand wurde unter Bürgermeister Przybyla zur planmäßigen Polonisierung der Vereine benützt. Im Bielitz-Bialaer Sportverein meldeten sich 1935 plötzlich zahlreiche neue polnische Mitglieder zum Eintritt an, gewannen die Mehrheit, wählten den deutschen Vorstand ab und benannten den Verein um in Bielsko-Bialskie Towarzystwo Sportowe (BBTS), später wechselte er mehrmals den Namen. 2002 erfolgte der Aufstieg in die 1. Liga. Bekannte frühere Fußballer waren Tomasz Jodłowiec, Adam Kompała, Grzegorz Podstawek, Błażej Radler, Paweł Sibik, Adrian Sikora, Grzegorz Więzik oder als Trainer Krzysztof Pawlak.
2011 sicherte sich die Mannschaft am vorletzten Spieltag mit einem mit 3:0 gewerteten Heimsieg gegen den bereits aus finanziellen Gründen zurückgezogenen Absteiger GKP Gorzów Wielkopolski den zweiten Tabellenplatz hinter ŁKS Łódź und damit den Aufstieg in die Ekstraklasa. Am 1. August 2011 feierte der Klub sein Debüt in der Ekstraklasa. Das Heimspiel vor 3969 Zuschauern gegen Jagiellonia Białystok endete 2:2-Unentschieden. Das erste Ekstraklasator erzielte Róbert Demjan in der 82. Minute. Seine erste Saison in der höchsten polnischen Spielklasse beendete der Verein auf dem 12. Tabellenplatz. In der Saison 2015/16 stieg der Verein als Letzter wieder in die 1. Liga ab.
Im Jahr 2020 schaffte Bielsko-Biała den Aufstieg in die Ekstraklasa. Nach dem postwendenden Abstieg folgte nach der Saison 2023/24, die man als Vorletzter beendete, dann sogar der Abstieg in die dritthöchste Spielklasse.

## Größte Erfolge
- 1. Liga:
  - 2. Platz: 2020 (Aufstieg)
  - 2. Platz: 2011 (Aufstieg)
  - 4. Platz: 2009
  - 5. Platz: 2005
  - 6. Platz: 2008
- Polnischer Fußballpokal:
  - Halbfinale: 2011
  - Letzte 16: 2005, 2006, 2011
  - Letzte 32: 1979, 2007

### Podbeskidzies Rekordtorschützen in der Ekstraklasa
Treffsicherster Angreifer in Diensten von Podbeskidzie Bielsko-Biała war Róbert Demjan. Dieser erzielte in 179 Spielen insgesamt 44 Tore.
| Platz | Name des Spielers    | Tore | Zeitraum  |
| ----- | -------------------- | ---- | --------- |
| 1.    | Róbert Demjan        | 44   | 2011–2017 |
| 2.    | Damian Chmiel        | 26   | 2009–2018 |
| 3.    | Marek Sokołowski     | 15   | seit 2011 |
| 4.    | Fabian Pawela        | 11   | 2012–2014 |
| 5.    | Mateusz Szczepaniak  | 10   | 2015–2016 |
| 6.    | Maciej Iwański       | 8    | 2014–2015 |
| 7.    | Dariusz Kołodziej    | 7    | seit 2011 |
| 7.    | Adam Mójta           | 7    | 2015–2016 |
| 8.    | Tomasz Górkiewicz    | 5    | 2011–2015 |
| 9.    | Krzysztof Chrapek    | 4    | 2013–2015 |
| 9.    | Bartłomiej Konieczny | 4    | 2011–2015 |
| 9.    | Maciej Korzym        | 4    | 2014–2015 |
| 9.    | Mateusz Możdżeń      | 4    | 2015–2016 |
| 9.    | Anton Sloboda        | 4    | 2014–2016 |
| 9.    | Bartosz Śpiączka     | 4    | 2014–2015 |

Bemerkung: Gezählt wurden nur Ligatreffer. Tore in nationalen und internationalen Pokalwettbewerben wurden nicht mit einbezogen.

### Podbeskidzies Rekordspieler in der Ekstraklasa
Marek Sokołowski ist mit 128 Ligaspielen für Podbeskidzie Bielsko-Biała Rekordspieler.
| Platz | Name des Spielers    | Einsätze | Zeitraum  |
| ----- | -------------------- | -------- | --------- |
| 1.    | Marek Sokołowski     | 138      | seit 2011 |
| 2.    | Róbert Demjan        | 125      | seit 2011 |
| 3.    | Damian Chmiel        | 104      | seit 2011 |
| 4.    | Piotr Malinowski     | 103      | 2011–2015 |
| 5.    | Bartłomiej Konieczny | 94       | 2011–2015 |
| 6.    | Richard Zajac        | 86       | 2011–2015 |
| 7.    | Dariusz Łatka        | 80       | 2011–2014 |
| 8.    | Tomasz Górkiewicz    | 79       | 2011–2015 |
| 9.    | Adam Deja            | 73       | seit 2013 |
| 10.   | Anton Sloboda        | 70       | 2013–2016 |

Bemerkung: Gezählt wurden nur Ligaspiele. Spiele in nationalen und internationalen Pokalwettbewerben wurden nicht mit einbezogen.